# Schoenoplectiella roylei
Schoenoplectiella roylei är en halvgräsart som först beskrevs av Christian Gottfried Daniel Nees von Esenbeck, och fick sitt nu gällande namn av Kaare Arnstein Lye. Schoenoplectiella roylei ingår i släktet Schoenoplectiella och familjen halvgräs. IUCN kategoriserar arten globalt som livskraftig. Inga underarter finns listade i Catalogue of Life.